# Interior Night
Interior Night — британський незалежний розробник відеоігор, що базується в Лондоні. Студія була заснована в листопаді 2017 року Каролін Маршал, яка раніше працювала провідним ігровим і головним дизайнером в Quantic Dream та London Studio відповідно. Interior Night розробила інтерактивну драму As Dusk Falls.

## Історія

### Передумови та заснування
У 2005—2014 рр. Каролін Маршал працювала в паризькій студії Quantic Dream, де була провідним дизайнером таких проєктів, як Heavy Rain і Beyond: Two Souls. Після цього вона переїхала в Лондон і влаштувалася до місцевої студії Sony, адже хотіла працювати «у меншій структурі, з коротшою тривалістю розробки», через виснажливий процес створення AAA-ігор.
8 листопада 2017 року Маршал заснувала власну студію — Interior Night — обійнявши посаду головного виконавчого і креативного директора. До колективу також увійшли кілька її колег із Quantic Dream і розробників інших студій Sony. Маршал сказала, що метою студії є «інноваційні та зручні наративні ігри», які «націлені на телеаудиторію — людей, що дивляться Netflix або HBO […] і полюбляють телешоу на кшталт „Пуститися берега“ і „Фарґо“ […] Ми сподіваємось привнести цю якість в ігри, зі складними персонажами та простим, але глибоким ігровим процесом». У грудні до студії приєдналися технічний директор Рональд де Фейтер, колишній співробітник Playlogic Entertainment і London Studio; директор сінематиків Стів Кнібілі, який тривалий час працював із Маршал у Quantic Dream, а після цього займався проєктами Ubisoft, CD Projekt RED та The Imaginati Studios; і директор із розробки Чару Десод, яка співпрацювала із Sony та Microsoft.

### As Dusk Falls
29 січня 2018 року студія підписала контракт із Sega на видання неназваної інтерактивної гри; хоча угода була розірвана у липні 2019-го, розробка проєкту продовжилася. Його було анонсовано в липні 2020 року як інтерактивну драму As Dusk Falls і видано Xbox Game Studios для Microsoft Windows, Xbox One та Xbox Series X/S в липні 2022-го. Гра отримала загалом схвальні відгуки.

## Розроблені ігри
| Рік  | Назва         | Платформа(и)                                 | Видавець          |
| ---- | ------------- | -------------------------------------------- | ----------------- |
| 2022 | As Dusk Falls | Microsoft Windows, Xbox One, Xbox Series X/S | Xbox Game Studios |